# Gram Rabbit
Gram Rabbit — инди-рок-группа из Джошуа-Три, Калифорния, сформированная в 2003 году. В состав группы входят певица/клавишница/басистка/гитаристка Джесика фон Рэббит, гитарист/басист/программист/певец Тодд Резерфорд, барабанщик Джейсон Гилберт и гитарист/продюсер Итан Аллен. Их фан-базу иногда называют самопровозглашённым «культом» под названием «The Royal Order of Rabbits» (с англ. — «Королевский орден кроликов»). Gram Rabbit были известны своим эклектичным стилем и живыми выступлениями, выиграв премию LA Weekly как лучший новый артист в 2005 году и выступая на таких крупных фестивалях, как Coachella, London's Wireless Fest и San Diego Street Scene. Они добились огромного успеха в коммерческой индустрии, сыграв более 30 песен на телевидении и в кино. Среди примеров можно отметить песню «Desperate Heart» из рекламного ролика Fruit of the Loom, который начал транслироваться во время летних Олимпийских игр 2012 года, и песню «Lost in Place» из фильма «Эта дурацкая любовь».

## Характеристики
Название
Их стиль и имя начали формироваться на ранней стадии, когда Джесика и Тодд готовились к своему первому концерту — открытому микрофону, посвященному памяти Грэма Парсонса. «Я была удивлена, обнаружив, что у меня кантри-голос, когда я пела песни Эммилу Харрис и Грэма Парсонса. Я никогда не думала, что смогу петь кантри, но вот я спела, и мне это очень понравилось», — заявила Джесика. Им пришлось придумать себе имя на концерте. Тодд придумал «Gram» в честь артиста, которого они исполняли, и «Rabbit» (с англ. — «Кролик») из-за регулярных ссылок на Джесику как на анимированного персонажа Warner Brothers, а также ее любви к песне «White Rabbit».
Стиль
Звучание Gram Rabbit можно охарактеризовать как инди-рок, психоделический рок, электропоп, спейс-рок, кантри-рок (особенно в альбоме Welcome to the Country), электроника. Согласно AllMusic, в музыке Gram Rabbit смешиваются «диско-поп, нестандартное кантри и психоделический рок». Рон Гармон из LA City Beat описывает их так: «Сухая и жесткая, как вяленое мясо мула, сексуальная, как покачивающееся бедро, музыка сплетает элементы электро-дэнса, кантри-рока эпохи Берда, джаза внутреннего пространства и афористических медитаций в стиле Spiritualized и Pink Floyd в звучание, которое является непринужденно домашним… и откровенно революционным».

## Дискография
Смотри статью «Дискография Gram Rabbit» в англ. разделе.
- Music to Start a Cult To (2004)
- Cultivation (2006)
- RadioAngel & the RobotBeat (2007)
- Miracles & Metaphors (2010)
- Welcome to the Country (2012)